# 부당결부금지의 원칙
부당결부금지의 원칙(不當結付禁止의 原則, Koppelungsverbot)이란 행정기관이 행정활동을 행함에 있어서 그것과 실질적인 관련이 없는 반대급부와 결부시켜서는 안된다는 행정법상의 원칙이다. 예를 들어 교통법규 위반을 이유로 비영리 단체허가를 거부하는 처분은 부당결부금지의 원칙에 위반될 것이다. 부당결부금지의 원칙은 공행정작용에 있어서 부당한 반대급부를 결부시켜서는 아니 된다는 것인데 이 경우 부당한 반대급부인지의 여부는 '실질적 관련성(원인적, 목적적 관련성)을 기준으로 판단한다.

## 독일연방행정절차법
교환계약을 체결하는데 있어 상대방의 반대급부는 전사정에 비추어 합당하며 관청의 계약상의 급부와 실체적인 관련이 있어야 한다.

## 적용영역
공법상 계약, 행정행위의 부관, 공급거부, 관허사업제한, 급부행정 등의 영역에 이 원칙이 적용된다.

## 한국 판례
- 원고가 운전한 오토바이는 이륜자동차로서 제2종 소형면허를 가진 사람만이 운전할 수 있는 것이고, 이륜자동차의 운전은 제1종 대형면허와는 아무런 관련이 없는 것이므로 오토바이를 음주운전하였음을 이유로 이륜자동차 이외의 다른 차종을 운전할 수 있는 제1종 대형먼허를 취소한 피고의 이 사건처분은 부당결부로서 위법하다.[1]
- 건축물의 건축허가(준공거부처분)와 도로기부채납의무는 별개의 것인바, 도로기부채납의무를 불이행하였음을 이유로 하는 준공거부처분은 건축법에 근거없이 이루어진 부당결부로서 위법하다.[2]
- 주택사업계획승인과 토지기부채납의무는 아무런 관련이 없는 것인바, 토지를 기부채납 하도록 하는 부관을 주택사업계획승인에 붙인 사실은 부당결부금지의 원칙에 위반되어 위법하다 하겠으나 그 부관의 하자가 중대하고 명백하여 당연무효라고는 볼 수 없다[3]
- 고속국도 관리청이 고속도로 부지와 접도구역에 송유관 매설을 허가하면서 상대방과 체결한 협약에 따라 송유관 시설을 이전하기 될 경우 그 비용을 상대방에게 부담하도록 한 부관이 부당결부금지의 원칙에 반하지 않는다.[4]

## 참고 문헌
- 김철용, 행정법, 고시계사, 2012. ISBN 9788958223832
- 김철용, 행정법입문, 고시계사, 2010. ISBN 9788958223061